# Hornsherred
 For alternative betydninger, se Horns Herred. (Se også artikler, som begynder med Horns Herred)
Hornsherred er en sjællandsk halvø mellem Roskilde Fjord og Isefjorden. Halvøen er 30 km lang og omfatter 240 km2.
Den største, nordlige del af halvøen hører til Frederikssund Kommune, mens Lejre Kommune har den sydlige del af halvøen.
Fra Kulhuse på halvøens nordspids er der færgeforbindelse til Halsnæs. Over Roskilde Fjord forbinder Kronprins Frederiks Bro og Kronprinsesse Marys Bro halvøen med Frederikssund.
Fra 1970 og frem til Kommunalreformen i 2007 lå Jægerspris, Skibby og Bramsnæs kommuner på halvøen.
Halvøen har navn efter Horns Herred, der udgjorde den nordlige del af den. Den sydlige del af halvøen var med i Voldborg Herred.